# Chiesa di Santo Stefano (Carobbio degli Angeli)
La chiesa dei Santo Stefano è il principale luogo di culto cattolico di Santo Stefano degli Angeli frazione di Carobbio degli Angeli, in provincia e diocesi di Bergamo. Fa parte del vicariato di Trescore Balneario.

## Storia
La prima indicazione della chiesa intitolata a santo Stefano risale al 1304, quando  "Lanfrancus presbiter" e "Lancetta e Petrus clerici" risultano presenti a rappresentare la chiesa di Santo Stefano nel concilio diocesano voluto dal neoeletto vescovo Giovanni da Scanzo. Nuovamente citata nel 1360, inserita nell'elenco "nota ecclesiarum", ordinato da Bernabò Visconti che indicava i benefici della chiese e dei monasteri di Bergamo e definirne i censi e tributi da versare alla sede di Roma e alla famiglia Visconti di Milano. Nei fascicoli la chiesa risulta dipendente dalla pieve di Telgate e a cui furono dati due benefici. Con l'istituzione dei vicariati foranei voluti dal vescovo Federico Corner nel II sinodo diocesano del 1568 in ottemperanza delle disposizioni del primo concilio provinciale del 1565, confermato nel 1574 nel III sinodo, la chiesa risulta sempre appartenente alla pieve di Telgate.
San Carlo Borromeo arcivescovo di Milano nell'autunno del 1575 visitò la diocesi di Bergamo e il 13 ottobre la parrocchiale di sant' Stefano. Dagli atti della visita si deduce che vi erano quattro altari di cui quello maggiore retto dalla scuola del Corpo di Cristo, vi era inoltre il pio consorzio della Misericordia di Bergamo. Vi era un curato titolato e vi si teneva la scuola della dottrina cristiana. Sussidiario vi erano l'oratorio di Santa Brigida, la chiesa di San Pietro e quella di Santa Maria degli Angeli della località Cicola retto dai frati carmelitani.
Nel 1659 la località fu visitata dal vescovo san Gregorio Barbarigo e gli atti riportano che la chiesa era inserita nella vicaria foranea di Telgate ed era retta da un sacerdote. Vi erano inoltre le scuole scuola del Santissimo Sacramento, del Rosario. La chiesa aveva un beneficio titolare e vi era istituita la scuola della dottrina cristiana e il pio consorzio della Misericordia che assisteva i bisognosi.

Nel 1666 la chiesa fu inserita nel Sommario delle chiese di Bergamo, elenco redatto dal cancelliere della curia vescovile Giovanni Giacomo Marenzi, dove risulta che era sotto l'invocazione di Santo Stefano, se che dipendeva dalla pieve di Telgate. Le funzioni liturgiche e l'amministrazione erano rette da un solo curato. Gli altari erano gestiti dalle confraternite del Santissimo Sacramento per quello maggiore e del Santo Rosario l'altare della Madonna del rosario, vi erano inoltre altri due altari.
La parrocchiale fu ricostruita nel Settecento in stile neoclassico. Venendo consacrata solo il 10 novembre 1923 dal vescovo di Efesto Giuseppe Bartolomeo Rovetta che ne mantenne l'antica intitolazione.
La chiesa fu visitata il 9 luglio 1780 dal vescovo Giovanni Paolo Dolfin. La relazione indica che nella parrocchiale vi erano istituite le scuola del Santissimo Sacramento con due sindaci che gestivano l'altare maggiore retta dai sindaci eletti dai vicini, la scuola del Santissimo Rosario che gestiva l'altare dedicato alla Madonna del Rosario. Per le funzioni vi erano un parroco e altri quattro sacerdoti. Affiliato vi era l'oratodio di san Pietro posto in località Cicola.
Con decreto del 27 maggio 1979 del vescovo Giulio Oggioni la chiesa fu inserita nel vicariato foraneo di Trescore Balneario.

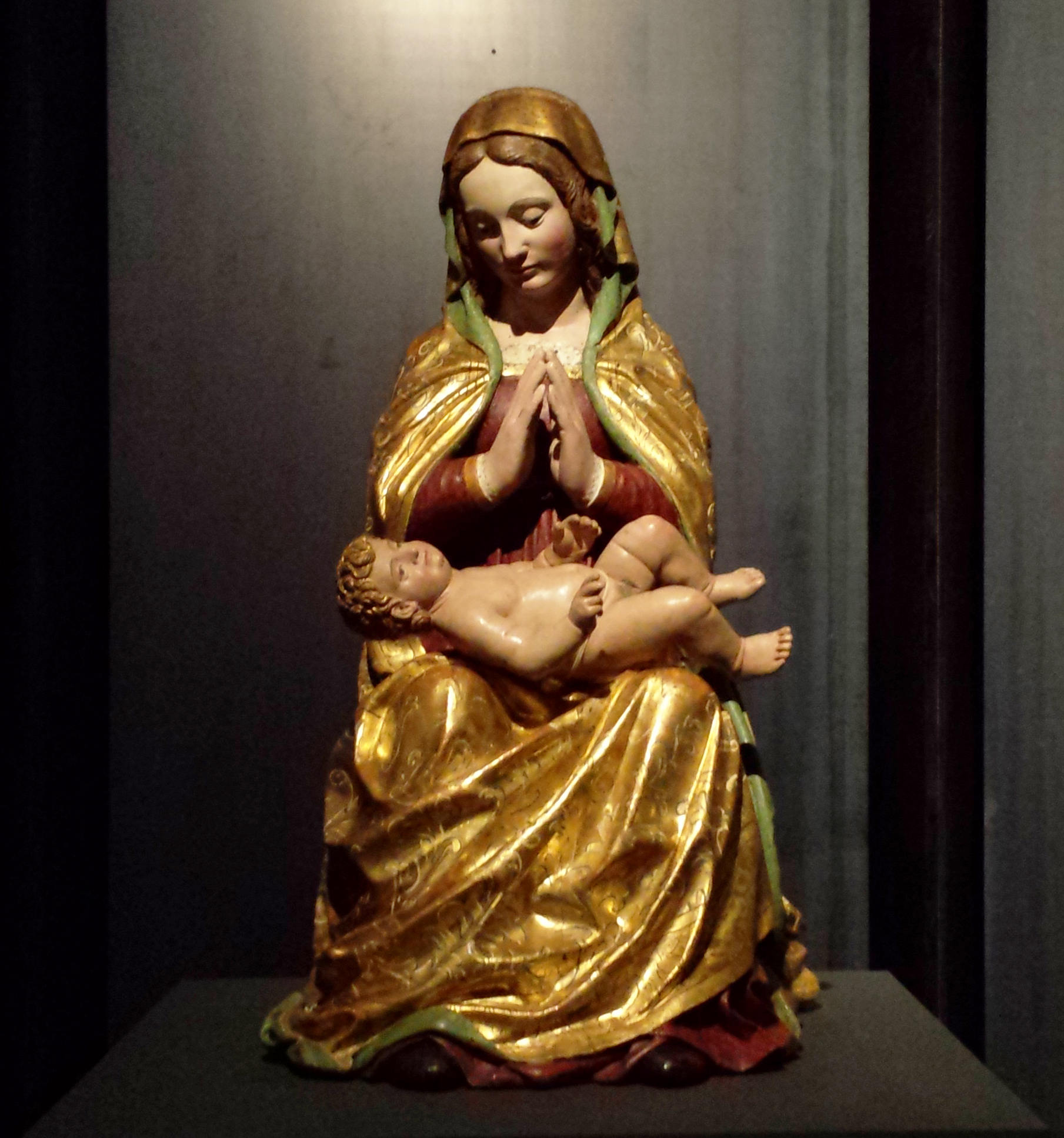
Madonna adorante il Bambino (Pietro Bussolo)

## Descrizione

### Esterno
L'edificio di culto con facciata rivolta a sud, è anticipato dal sagrato a ellisse che lambisce la viabile urbana, con pavimentazione in lastre di porfido e delimitato da paracarri in pietra. Il fronte principale si presenta su tre ordini di cui il terzo di misura inferiore e terminante con il tetto dall'andamento curvilineo. L'ordine inferiore tripartito da lesene ospita centralmente il portale con contorno in pietra con triglifi e con timpano semi curvo. La sezione superiore presente il medesimo ordine di lesene e centralmente la finestra atta a illuminare l'aula con contorno curvilineo e due nicchie vuote laterali. La facciata termina con il terzo ordine di misure inferiore con le due lesene laterali e centrale un'apertura circolare.

### Interno
L'interno a unica navata in stile rococò con cinque altari in marmo, conserva opere di pregio tra cui l'opera lignea cinquecentesca Madonna adorante il Bambino di Pietro Bussolo, w il dipinto Martirio di santo Stefano opera di Francesco Capella. L'altare maggiore ha assonanze con opere fantoniane e dei manni in marmo policromo.